# Konstantin von Kursell
Konstantin von Kursell (* 17. Mai 1806; † 1. August 1880 in Reval) war kaiserlich-russischer Generalleutnant.

## Familie
Konstantin stammte aus der deutsch-baltischen Familie Kursell. Seine Eltern waren Christoph Reinhold von Kursell († 1840) und Anna Wilhelmine von Wulf († 1851). Konstantin heiratete zuerst Dorothea Nagel († 1853), nach ihrem Ableben vermählte er sich erneut mit Maria Delanow († 1861). Er hinterließ aus 1. Ehe zwei Söhne, aus 2. Ehe einen Sohn.